# Nuestra casa (serie de televisión estadounidense)
Nuestra casa (Our House) es una serie dramática de televisión estadounidense que se emitió en NBC durante 2 temporadas desde el 11 de septiembre de 1986 hasta el 8 de mayo de 1988. La serie se centra en la familia Witherspoon y los desafíos que enfrentan para adaptarse a la vida con tres generaciones viviendo en la misma casa.
La serie fue creada por James Lee Barrett, quien murió un año después de su cancelación.

## Sinopsis
Después de la muerte de su hijo John, el viudo retirado Gus Witherspoon (Wilford Brimley) invita a su nuera Jessica Witherspoon (Deidre Hall) y a sus tres hijos a mudarse a California y vivir con él hasta que Jessie se recupere económicamente.
A pesar de las protestas de sus hijos, Kris (Shannen Doherty), de quince años; David (Chad Allen), de doce años, y Molly (Keri Houlihan), de ocho años, ellos, Jessie y su perro basset Arthur salen de Fort Wayne, Indiana, para comenzar una nueva vida en California. Cuando se establecen con Gus, se dan cuenta de lo difícil que puede ser vivir con él. La mayoría de las tramas de cada semana se centraron en los conflictos que tienden a surgir cuando una familia extensa debe vivir junta en la misma casa. Como hombre de la casa, Gus impuso reglas a sus tres nietos de la misma manera que había criado a John (y también al hermano de John, Ben, que fue visto en un episodio de dos partes). Finalmente, sin embargo, aprendió formas de transmitir lecciones a los niños sin ser brusco. Jessie y los niños finalmente aprendieron que debajo de la fachada de popa de Gus había un hombre sabio, bien versado en los caminos del mundo, que se preocupaba mucho por ellos.
En una característica que recuerda a la serie de televisión de los años sesenta The Wild Wild West, cada uno de los cinco actos del episodio (antes del corte comercial) terminó con una toma congelada que luego ocupó una de varias habitaciones en una representación abstracta de una figura de la casa. A medida que se desarrollaba el episodio, se llenaron más habitaciones hasta que finalmente, cuando se resolvió el dilema, se colocó la pieza final y se completó la casa.
John Witherspoon (interpretado por Patrick Duffy) fue visto en un episodio y en un escena retrospectiva ocasional.

## Elenco
- Wilford Brimley como Gus Witherspoon
- Deidre Hall como Jessica «Jessie» Witherspoon
- Shannen Doherty como Kris Witherspoon
- Chad Allen como David Witherspoon
- Keri Houlihan como Molly Witherspoon
- Gerald S. O'Loughlin como Joe Kaplan

- Datos: Q2064827